# Чикагский предел
«Чикагский предел» (англ. Chicago Deadline) — фильм нуар режиссёра Льюиса Аллена, который вышел на экраны в 1949 году.
Фильм поставлен по роману Тиффани Тэйера «Одна женщина», который был опубликован в 1934 году. Герой картины, журналист чикагской газеты (Алан Лэдд) становится свидетелем смерти молодой красивой девушки (Донна Рид), после чего, заворожённый её образом, решает провести расследование последних лет её жизни.
В 1966 году на этот фильм режиссёр Стюарт Розенберг сделал телевизионный римейк под названием «Слава — это название игры», который стал пилотным эпизодом популярного телесериала «Название игры» (1968-71).

## Сюжет
Чикагский репортёр Эд Адамс (Алан Лэдд) во время выполнения очередного журналистского задания в бедном пансионе становится свидетелем того, как уборщица обнаруживает в соседней комнате тело только что умершей девушки. Эд сразу же проявляет интерес к этой смерти, и до прибытия полиции достаёт из сумочки умершей девушки записную книжку, забирая её себе. В книжке содержится пятьдесят четыре имени, которые она записывала в хронологическом порядке. Полиция быстро устанавливает, что девушку звали Розита Жан д’Ур (Донна Рид), ей было 26 лет, она поселилась в пансионе пять дней назад и умерла от туберкулёза. Завороженный красотой девушки и заинтригованный содержанием её записной книжки, Эд решает самостоятельно выяснить, что происходило с ней в последние годы жизни.
В редакции Эд начинает звонить по номерам из записной книжки, однако несколько первых людей, с которыми он связывается, отрицают знакомство с Розитой, при этом очевидно, что они просто пытаются скрыть свою связь с ней. Наконец, Эд попадает на Джи. Джи. Темпла (Гэвин Мьюир), вице-президента крупной трастовой компании, который угрожает Эду, что если в статье о смерти девушки будет упомянуто его имя, он выдвинет против газеты официальные обвинения. Затем Эд попадает на брата Розиты, Томми Дитмана (Артур Кеннеди), приглашая его прибыть на опознание тела. Его следующий звонок приходится на Белл Дорсет (Айрин Херви), которая, узнав о смерти Розиты, от волнения и испуга бросает трубку и немедленно выезжает из гостиницы, в которой прожила более года. Эд направляется по очередному адресу из записной книжки, оказываясь на вечеринке, где знакомится с красивой блондинкой Леоной Пурди (Джун Хэвок), которая когда-то знала Розиту, однако не сообщает ничего важного об умершей девушке. Эд целует Леону и начинает с ней встречаться, одновременно продолжая своё расследование. Он приходит по адресу Солли Уэллмана (Берри Крёгер), который оказывается гангстером. Узнав, что Розита умерла от туберкулёза, и что дело закроют сразу после того, как выяснят адрес её родных, Солли рассказывает, что знал её пару лет, после чего, угрожая оружием, выгоняет Эда из своей квартиры, рекомендуя забыть о Розите. В кабинете редактора Эда ожидают полицейский детектив Анструдер (Гарольд Вермилья) и Джи. Джи. Темпл, который явно боится упоминания своего имени в газетных материалах о Розите и явно хочет прекратить расследование Эда. После того, как Эд не идёт на компромисс с Темплом, тот угрожает редактору, что найдёт способ повлиять на позицию Эда через издателя газеты. Эд встречает Томми в морге, где тот опознаёт свою сестру, после чего рассказывает Эду, что Розита родилась в Чикаго. После развода их родителей, когда Розита была ещё совсем маленькой, мать переехала вместе с детьми в Техас, где они поселились на небольшом ранчо в городке Амарилло. Однако восемь лет назад 17-летняя Розита сбежала из дома. Некоторое время спустя Томми получил от неё письмо из Сан-Франциско, после чего приехал в этот город, выяснив, что у неё роман с молодым архитектором Полем Жаном д’Уром (Джон Бил). Вскоре она вышла за него замуж, и они переехали в Нью-Йорк, после чего Томми редко видел сестру. Затем, четыре года назад Пол погиб в автоаварии, но к тому времени брак Розиты уже был на грани распада. Розита переехала в Чикаго, но долго не могла найти постоянную работу, наконец, устроившись в художественный салон. Она не хотела выходить замуж из боязни выйти не за того парня.
Тем временем на Эда выходит гангстер Блэки Фрэнчо (Шепперд Страдвик), обещая ему рассказать о Розите у себя дома, однако когда Эд поднимается к нему по лестнице, он слышит выстрелы. Забравшись через окно в его квартиру, Эд обнаруживает там смертельного раненого Блэки, который перед смертью успевает прошептать: «Я её любил». Около места преступления неожиданно оказывается Солли, который приглашает Эда в свою машину. Выяснив, что Блэки не успел ничего ему рассказать, гангстер отпускает репортёра, требуя от него прекратить расследование. После этого Эд приезжает домой к Леоне, которая, услышав об убийстве Блэки, рассказывает репортёру, что когда-то вместе с Розитой снимала квартиру. На одном этаже с ними жил и Блэки, который влюбился в Розиту и стал ухаживать за ней. Розита полюбила его, хотя и побаивалась его, особенно когда увидела на вечеринке, что он связан с Солли Уэллманом. На той же вечеринке к ней подошёл Темпл, который влюбился в Розиту и начал добиваться её внимания, осыпая дорогими подарками, однако Розита отсылала их обратно. Вернувшись однажды вечером домой, она увидела, что Блэки жестоко избит, после чего Розита вместе с ним перебралась за город. Однако через какое-то время Блэки, опасаясь за жизнь Розиты, ушёл от неё. Она вернулась в Чикаго, где начала встречаться с Темплом. На следующее утро в редакции Эд получает телеграмму о том, что в Нью-Йорке состоится бой с участием профессионального боксёра Бэта Беннетта (Пол Лиз). Эд поручает своему ассистенту Пигу (Дейв Уиллок) продолжить поиски Белл Дорсет, а также найти упомянутого в книжке Джона Спинглера (Ричард Кин), который предложил оплатить её похороны, как и Темпл. Эд встречает Темпла, благодаря его за помощь в организации похорон. Затем, несмотря на возражения Темпла, Эд рассказывает ему, что тот был связан с Блэки, Солли Уэллманом и Белл Дорсет, так как их видели вместе на вечеринке, а от Розиты он вообще сходил с ума. Но когда она отказала ему, Солли Уэллман по указанию Темпла разобрался с Блэки, в которого Розита была влюблена. Эд направляется в ломбард, где Розита заложила свой веер. Там репортёра находит детектив Анструдер, который внимательно следит за расследованием Эда. В конце концов Анструдер добивается того, чтобы они вместе отправились к очередному человеку из записной книжки, инвалиду Хотспуру Шэйнеру (Говард Фриман), у которого Розита в течение четырёх месяцев работала под вымышленным именем в качестве домохозяйки, и о которой Шэйнер чрезвычайно высокого мнения. С Шэйнером её познакомил племянник, Джон Спинглер, который вчера приезжал в морг. Когда помощник Анструдера приходит с новостью о том, что тело убитого Спинглера было два часа назад обнаружено в канаве, Эду удаётся воспользоваться моментом и скрыться от детектива. Следующей в книжке Розиты значится Хэйзел (Мариэтта Кэнти), её бывшая служанка, к которой Эд приходит домой. Хэйзел, которая очень хорошо характеризует Розиту, рассказывает, что примерно год назад Розита имела тяжёлую ссору с Темплом, в ходе которой он ударил её. После этого Розита уехала, и Хэйзел её больше не видела. Когда Эд выходит на улицу после встречи с Хэйзел, его жесткого избивают двое громил, и некоторое время спустя репортёр приходит в себя на свалке. В редакции на Эда набрасывается Томми, обвиняя его в том, что тот пишет в газете грязные истории о его сестре, на что Эд отвечает, что пытается только во всём разобраться и написать правду. Выясняется, что статью о Розите написал по рассказам Эда редактор газеты Грибб (Гарри Энтрим), придав ей максимальной сенсационный характер. Эд обещает издателю газеты разобраться во всём до конца, после чего написать правдивую историю о девушке. Эд вместе с Леоной отправляется на бой с участием Бэта Беннетта. Имена Бэта и его менеджера Джерри Каваноэ (Рой Робертс) были последними в книжке Розиты после адреса Шэйнера. Перед боем Эд застаёт в раздевалке Джерри и Бэта, которые спорят по поводу Розиты. После ухода Бэта на бой Джерри рассказывает репортёру, что Шэйнер был его старым другом. Однажды у него в гостях они увидели Розиту, и Бэт влюбился в неё с первого взгляда. Поначалу Джерри был доволен развитием их отношений, так как они придавали Бэту дополнительные силы. Но затем, потеряв от Розиты голову, Бэт стал проигрывать бои, и тогда Джерри встретился с ней, потребовав расстаться с Бэтом. Розита уступила его требованиям, уволилась от Шэйнера и исчезла, после чего Бэт стал драться на ринге как разъярённый зверь. Пиг сообщает Эду, что нашёл Солли Уэллмана в тот момент, когда тот направлялся в кабинет Темпла. Затем Солли ушёл, а Темпл остался лежать в кабинете с пулей в голове. Эд сообщает по телефону своему редактору, что Темпл финансировал криминальную деятельность Солли, который по его указанию убил Блэки и Спинглера. После этого репортёр направляется к Белл, которая была любовницей Темпла. Она подтверждает, что после ухода Розиты от Темпла Спинглер устроил её к своему дяде. В этот момент в комнате появляется Солли, который набрасывается, а затем стреляет в Эда, раня его. Появление полиции, следившей за Эдом, спасает репортёра, однако Солли удаётся скрыться. После ранения Эд с помощью Пига сбегает из больницы для разговора с Белл, которую арестовала полиция. Она рассказывает, что в день ухода от него Розиты Темпл сильно перепил, и признался Розите, которая жила на его содержании, что это он заказал Солли Уэллману убийство Блэки. В ходе возникшей затем ссоры Темпл ударил Розиту, а когда решил, что она мертва, обратился за помощью к Солли. Уэллман в свою очередь поручил Спинглеру избавиться от Розиты, но тот, вместо того, чтобы убить её, устроил девушку к своему дяде. Солли был уверен, что Розита мертва до тех пор, пока по прошествии восьми месяцев не узнал о том, что её труп только сейчас оказался в морге. На улице машину Эда и Пига начинают преследовать Уэллман и его подручные, загоняя журналистов на многоэтажную автомобильную стоянку. Эд и Пиг пытаются укрыться за машинами, убивая при обмене выстрелами одного из бандитов. Затем Эд делает вид, что у него закончились патроны, и когда Уэллман выходит из укрытия, чтобы застрелить Эда, тот убивает гангстера последней оставшейся у него пулей.
На похоронах Розиты Томми просит у Эда прощения за то, что неправильно понимал его действия. Эд отдаёт Томми написанную им историю Розиты, после чего сжигает её записную книжку.

## В ролях
- Алан Лэдд — Эд Адамс
- Донна Рид — Розита Жан д’Ур
- Джун Хэвок — Леона
- Айрин Херви — Белл Дорсет
- Артур Кеннеди — Томми Дитман
- Берри Крёгер — Солли Уэллман
- Гарольд Вермилья — Анструдер
- Шепперд Страдвик — Блэки Фрэнчо
- Дэйв Уиллок — Пиг
- Гэвин Мьюир — Дж. Дж. Темпл
- Джон Бил — Поль Жан д’Ур
- Том Пауэрс — Гленн Ховард
- Говард Фриман — Хотспур Шэйнер
- Пол Лиз — Бэт Беннетт
- Маргарет Филд — Минерва
- Гарри Энтрим — Джордж Гриббл
- Рой Робертс — Джерри Кавано
- Кэрол Мэтьюз — мисс Ли, секретарша (в титрах не указана)

## Создатели фильма и исполнители главных ролей
Британский режиссёр Льюис Аллен более всего известен по психологическому хоррору «Незваные» (1944), а также по фильмам нуар «Ярость пустыни» (1947), «Такая злая, любовь моя» (1948) и «Свидание с опасностью» (1951, с Лэддом в главной роли), «Внезапный» (1954) и «Беззаконие» (1955). Алан Лэдд прославился ролями в фильмах нуар «Оружие для найма» (1942), «Стеклянный ключ» (1942), «Синий георгин» (1946), «Калькутта» (1947), «Свидание с опасностью» (1951) и «Ад в заливе Фриско» (1955). Донна Рид сыграла свои самые заметные роли в драме «Портрет Дориана Грея» (1945) и фэнтези-мелодраме «Эта замечательная жизнь» (1946), а также в фильмах нуар «Скандальная хроника» (1952) и «Выкуп» (1956). В 1948 году она сыграла вместе с Лэддом в послевоенной мелодраме «Помимо славы».

## История создания фильма
В основу фильма положен роман Тиффани Тэйера «Одна женщина», который впервые был опубликован в 1933 году. В 1933-34 году студия Paramount купила права на фильм и на следующий год объявила, что он будет экранизирован под названием «Стоят ли мужчины того?» с Ли Трэйси и Клодетт Кольбер в главных ролях, но в тот период фильм так и не вышел. Однако успех таких картин, как «Лора» (1944) и «Большие часы» (1948), которые содержали сходные роману моменты, привёл к тому, что фильм снова вернули в производство, пригласив на главную роль Алана Лэдда. Донну Рид взяли в аренду у Metro-Goldwyn-Mayer, чтобы она вновь сыграла с Лэддом после фильма «Помимо славы».
Рабочим названием этого фильма была «Одна женщина». Согласно информации «Голливуд репортер», студия Paramount представила на согласование в Администрацию производственного кодекса несколько вариантов сценария, однако все они были отвергнуты. В июле 1948 года Администрация не приняла сценарий на том основании, что Розита («и, возможно, Леона») представлены в нём как «проститутки». В своём письме Администрация отметила, что «если бы связь Розиты с различными персонажами мужского пола выглядела бы не как связь женщины свободных нравов или проститутки, то история была бы приемлема». Позднее в другом письме Администрация советовала продюсерам «убрать её адресную книжку и заменить её либо дневником, или подборкой писем», чтобы избежать «опасности, что философия этой истории может вызвать симпатию по отношению к аморальным поступкам Розиты». Администрация также порекомендовала продюсерам «добавить в картину голос морали».
Согласно информации «Голливуд репортер», некоторые сцены фильма снимались на натуре в Чикаго.

## Оценка фильм критикой

### Общая оценка фильма
После выхода фильма на экраны критика восприняла его сдержанно. В частности, Босли Краузер в «Нью-Йорк Таймс» написал, что те зрители, которые представляют себе газетных репортёров как «лихих молодых ребят, жизнь которых полна азарта», «найдут идеальное воплощение своей иллюзии в охотнике за новостями, которого играет в этом фильме Алан Лэдд». В этой «соблазнительной приключенческой истории он предстаёт в образе того самого бравого красавца-журналиста, которых рисуют художники комиксов». Он демонстрирует ум, ловкость, сообразительность, напор и журналистское мастерство. «По ходу своего очень сложного единоличного расследования он сталкивается с оскалившимися, рычащими гангстерами, заводит роман с роскошной „девушкой с вечеринки“ и отчитывает порочного вице-президента банка». И, наконец, «у него есть богатое разнообразие драк», а его «последняя стычка с вооружённым бандитом в гулком гараже — это соревнование по стрельбе, взятое прямо из бандитской мифологии». Однако, как далее пишет Краузер, тем «разумным людям, знание которых о газетчиках и о жизни в целом, намного более трезвое и здравое, эта причудливая фантазия, наверняка, покажется мешаниной из дешёвых клише, с азартом вброшенных в почти непостижимый сюжет. Флэшбеки и повествовательные описания восхитят их не более, чем нелепое позёрство Лэдда в качестве блестящего газетчика-сыщика».
Историки кино Раймон Борд и Этьенн Шометон в своей книге 1955 года «Панорама американского фильма нуар (1941—1953)», написали, что этот фильм «мог бы стать классикой американского фильма нуар в стиле „Лоры“, если бы в нём превалировала едкая, язвительная атмосфера». По их мнению, для этого «авторы фильма должны были сделать акцент не на особенностях расследования, а на болезненном характере преданности Адамса мёртвой девушке,… и чтобы герой, усталый, но победивший, умер бы от ран в последней сцене, выслушав последнюю мессу в свою честь; и если бы Алан Лэдд не играл супермена, который доминирует во всех ситуациях»… Эти недостатки авторы относят на счёт режиссёра Льюиса Аллена, но, как пишет Алан Силвер, «более вероятно, что создание того образа и той нуаровой тональности, которую хотели бы видеть Борд и Шометон, не разрешили продюсеры этого фильма с участием Лэдда, так как единственный фильм актёра о романтическом поражении — „Великий Гэтсби“ — уже провалился в прокате ранее в том же году».
Современный киновед Крейг Батлер назвал картину «приятным, хотя и не классическим фильмом нуар, настоящим детективным триллером, чрезвычайно увлекательно сделанным в умелой и захватывающей манере». По его мнению, картина может показаться «немного механической, и для этого есть основания. Она отлично выстроена, но некоторые её части встают на свои места слишком легко, и трудно спорить с тем фактом, что фильм изобилует клише». И всё же, «метод реконструкции событий с обширным использованием флэшбеков и умелое сведение кусочков истории в одно целое приносит свои результаты, и для многих зрителей этого будет более чем достаточно». Современный историк кино Спенсер Селби написал, что картина рассказывает о «чикагском репортёре, которым завладевает идея выяснить прошлое мёртвой девушки, и через флэшбеки раскрываются отталкивающие подробности её жизни в мрачных городских джунглях». Майкл Кини заметил, что фильм «напоминает „Лору“, однако он значительно более мрачный, чем его нуаровый предшественник», и отличается от него «своим захудалым местом действия в большом городе с его зловредными обитателями». Денис Шварц считает, что «фильм с интересом смотрится, но его разрушает слишком много штампов». Назвав картину «малым фильмом нуар типа „Лоры“», Шварц далее пишет, что «режиссёру Льюису Аллену не удаётся превратить своего заворожённого трупом влюблённого героя, ни во что иное, как в супергероя. Фильму не удаётся сделать своего следователя столь же привлекательным, каким был Дэна Эндрюс в „Лоре“».

### Оценка актёрской игры
Критика в основном положительно оценила актёрскую игру, обратив особое внимание на работу Алана Лэдда. Так, по мнению Кроутера, «Лэдд играет репортёра в скрытном, бесстрастном стиле», который произведёт впечатление на ту часть публики, которая восхищается создаваемым им иллюзорным образом журналистской профессии. «Он потрясающе противостоит гангстерам, он нежно ласкает девушку и он легко даёт своим противникам сдачи в три раза больше, чем получает от них». Что же касается остальных актёров, то, по мнению Кроутера, «хотя Берри Крёгер, Шепперд Страдвик, Джун Хэвок и остальные делают обычную работу, они не внушают особого оптимизма в качестве окружающих репортёра людей». Крейг Батлер высоко оценил вклад Лэдда в картину в роли «типичного крутого главного героя», а также вклад Донны Рид, которая «привносит нечто особенное в роли жертвы». Кроме того, Батлер выделяет игру Страдвика, Хэвок, Айрин Херви и Артура Кеннеди, в результате чего, по словам киноведа, «получился крепкий актёрский состав, о котором можно только мечтать». Майкл Кини считает, что «Лэдд даёт хорошую игру в роли журналиста, которым движет странное очарование, а Стравик приятно удивляет в роли жестокого бандита с романтической жилкой». Также критик отмечает игру «Кеннеди, который играет преданного брата Рид, рассерженного на газетные истории, которые изображают его сестру как дешёвую роковую женщину, Хэвок в роли любовного интереса Лэдда и соседки Рид, Крёгера в роли зловещего гангстера и Мьюира — в роли нервного банкира, которые, кажется, имеют какую-то связь с убитой девушкой, правду о которой одержимый Лэдд намерен выяснить во что бы то ни стало».